# Eparquía de Puthur
La eparquía de Puthur o de Puttur (en latín: Eparchia Puthurensis y en inglés: Syro-Malankara Catholic Eparchy of Puthur) es una circunscripción eclesiástica de la Iglesia católica en India. Se trata de una eparquía siro-malankar sufragánea de la archieparquía de Tiruvalla. Desde el 5 de agosto de 2017 su eparca es George Kalayil.

## Territorio y organización
La eparquía tiene 51 950 km² y extiende su jurisdicción sobre los fieles católicos siro-malankaras residentes en los distritos de: Dakshina Kannada, Udupi, Mysore, Chamrajnagar, Kodagu, Hassan, Chikmagalur, Shimoga y Mandya en el estado de Karnataka.
La sede de la eparquía se encuentra en la villa de Noojibalthila, en donde se halla la Procatedral de Santa María.
En 2021 en la eparquía existían 34 parroquias agrupadas en dos distritos eclesiásticos:
- Dakshina Kannada (con 17 parroquias y misiones)
- Shimoga (con 12 parroquias y misiones)

## Historia
La migración de fieles siro-malankaras desde Kerala al sur de Karnataka comenzó en la década de 1950. El 14 de febrero de 1958 la Santa Sede extendió la jurisdicción de la eparquía de Tiruvalla (hoy archieparquía) más hacia el norte de Kerala, incluyendo algunos distritos de Karnataka y de Tamil Nadu, en donde la Iglesia siro-malankar luego logró progresar. 
La eparquía de Bathery fue erigida el 23 de octubre de 1978 mediante la bula Constat Paulum VI del papa Juan Pablo II, separando territorio de la eparquía de Tiruvalla e incluyendo los distritos de la expansión de la eparquía de Tiruvalla en Karnataka.
El 25 de enero de 2010 el territorio dentro del estado de Karnataka fue separado de la eparquía de Bathery erigiendose la eparquía de Puthur. La inauguración de la eparquía tuvo lugar el 15 de abril de 2010.

## Estadísticas
Según el Anuario Pontificio 2022 la eparquía tenía a fines de 2021 un total de 5500 fieles bautizados.
| Año                                                                             | Población            | Población | Población      | Sacerdotes | Sacerdotes    | Sacerdotes    | Bautizados por sacerdote | Diáconos permanentes | Religiosos | Religiosos | Parroquias |
| Año                                                                             | Bautizados católicos | Total     | % de católicos | Total      | Clero secular | Clero regular | Bautizados por sacerdote | Diáconos permanentes | Varones    | Mujeres    | Parroquias |
| ------------------------------------------------------------------------------- | -------------------- | --------- | -------------- | ---------- | ------------- | ------------- | ------------------------ | -------------------- | ---------- | ---------- | ---------- |
| 2010                                                                            | 2270                 | ?         | ?              | 10         | 10            | 6             | 227                      |                      |            |            | 21         |
| 2013                                                                            | 2700                 | ?         | ?              | 22         | 15            | 7             | 122                      |                      | 7          | 19         | 24         |
| 2014                                                                            | 2700                 | ?         | ?              | 23         | 15            | 8             | 117                      |                      | 8          | 19         | 24         |
| 2016                                                                            | 2800                 | ?         | ?              | 25         | 17            | 8             | 112                      |                      | 8          | 25         | 25         |
| 2019                                                                            | 3500                 |           |                | 22         | 14            | 8             | 159                      |                      | 8          | 35         | 29         |
| 2021                                                                            | 5500                 |           |                | 33         | 24            | 9             | 166                      |                      | 9          | 33         | 34         |
| Fuente: Catholic-Hierarchy, que a su vez toma los datos del Anuario Pontificio. |                      |           |                |            |               |               |                          |                      |            |            |            |

## Episcopologio
- Geevarghese Divannasios Ottathengil † (25 de enero de 2010-24 de enero de 2017 renunció)
- George Kalayil, desde el 5 de agosto de 2017